# Brigach
De Brigach is een van de twee bronnen van de Donau.
Ze ontspringt in het Zwarte Woud, op een hoogte van 925 meter, in de Duitse deelstaat Baden-Württemberg nabij het dorp Sankt Georgen.
Verder op haar weg stroomt ze door de stad Villingen-Schwenningen en de gemeente Brigachtal. Na 43 km vloeit ze te Donaueschingen samen met de Breg en de Donaubach en vormt zo de Donau. De eigenlijke geologische bron van de Donau is echter de Breg die ontspringt in Furtwangen.
Het stroomgebied van de Brigach beslaat 195 km².
Een bekend ezelsbruggetje luidt als volgt:

Brigach und Breg 

bringen die Donau zu Weg
- Gemeinsame Normdatei: 4432546-0
- Virtual International Authority File: 139762958